# Виктория (театрально-концертный зал, Сингапур)

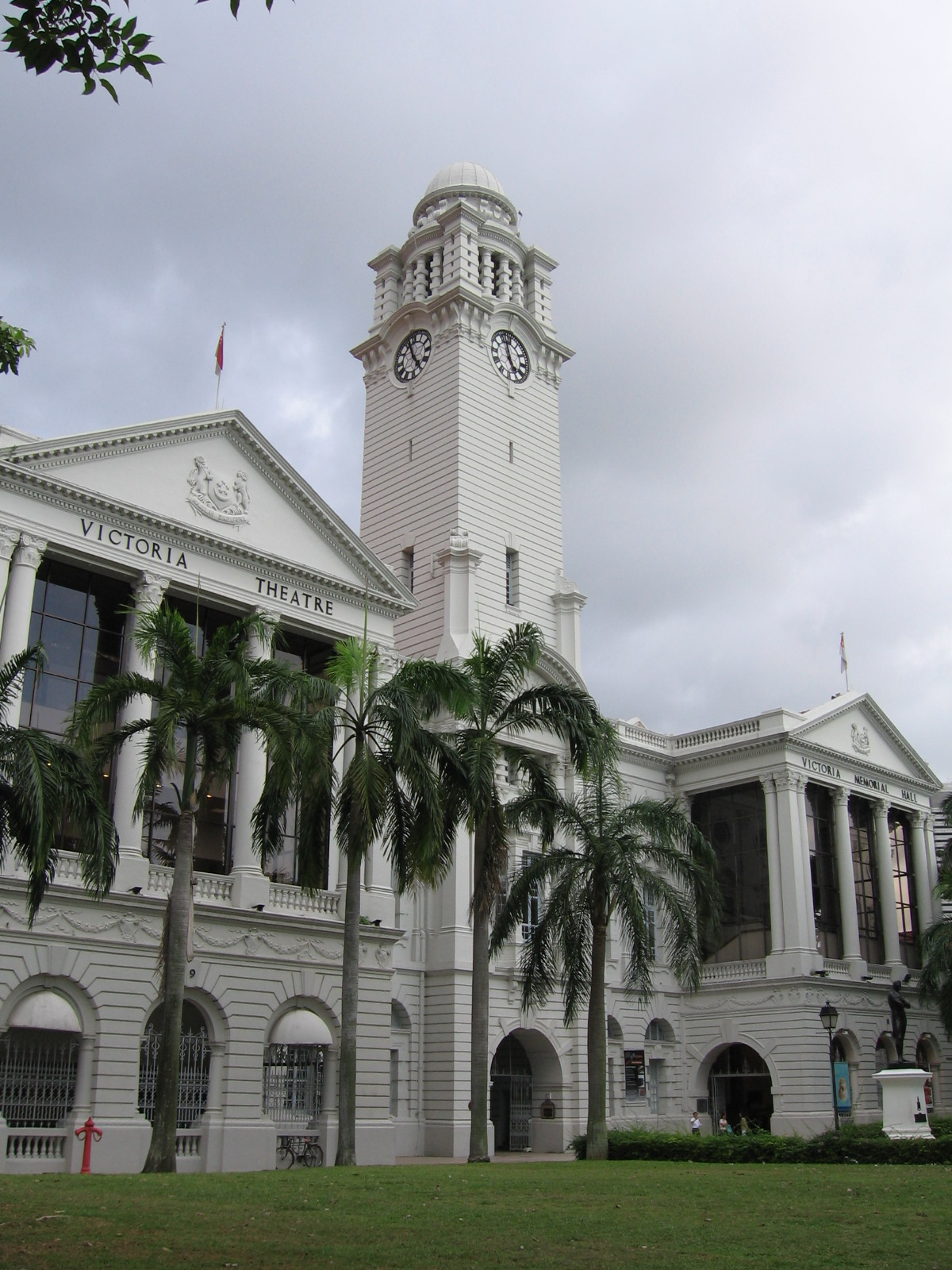
Театр Виктория и Мемориал-холл

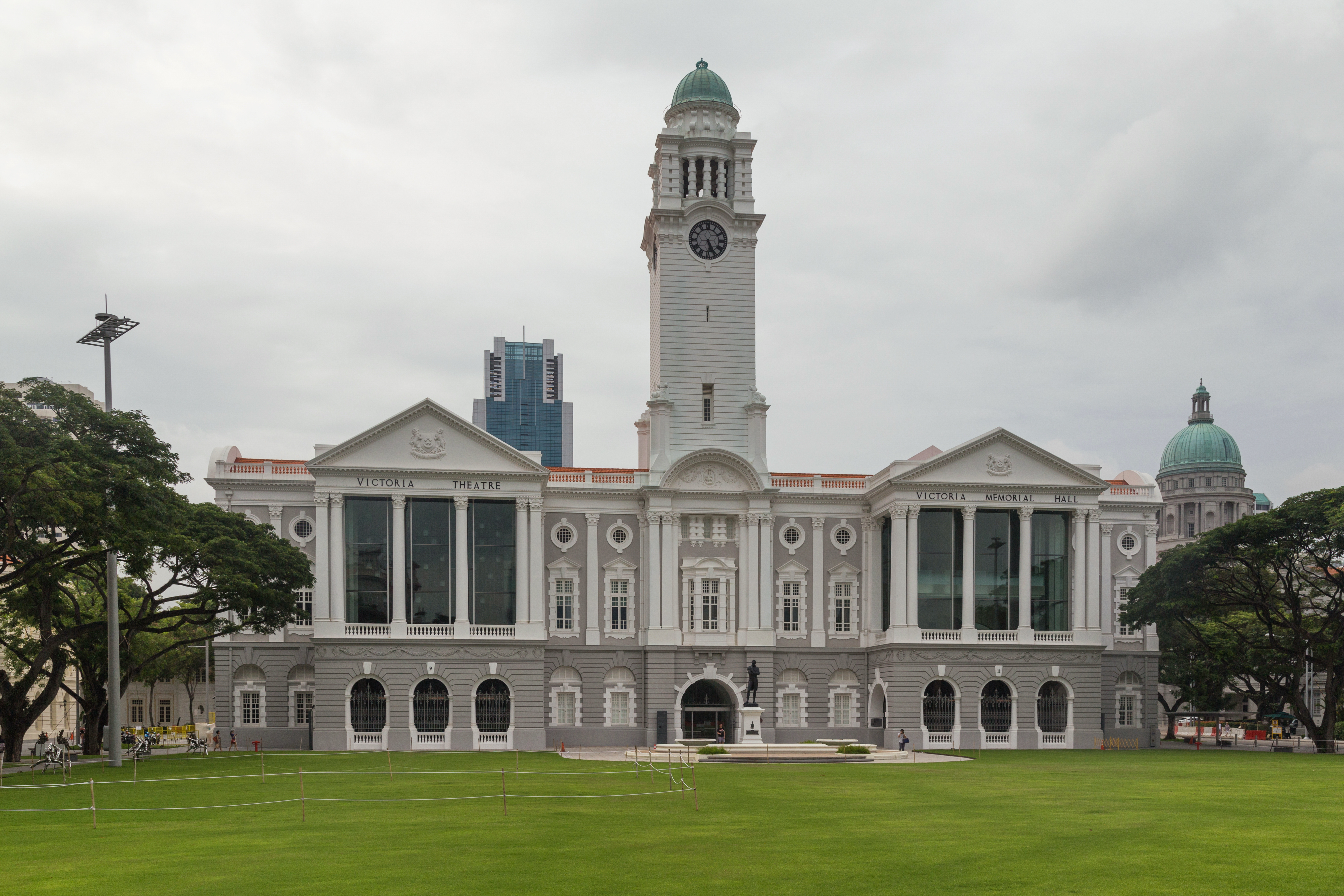
Внешний вид Театра Виктория

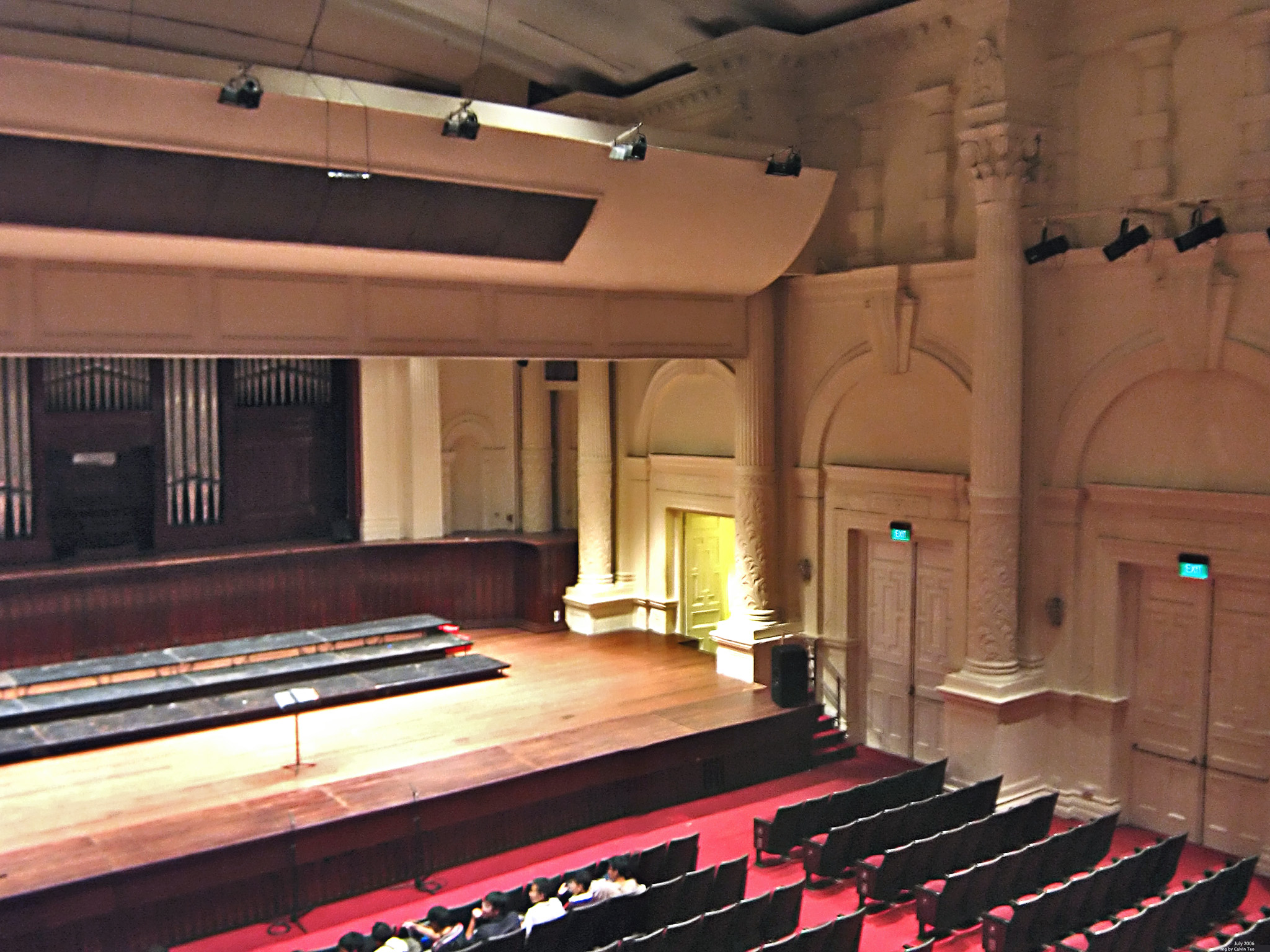
Интерьер концертного зала.

Театрально-концертный зал «Виктория» (кит.  维多利亚剧院及音乐会堂) — комплекс из двух зданий и башни с часами, объединённых общим коридором, расположенный в общественном районе Сингапура.
Театр «Виктория» был сооружён в 1862 году, в нём ставили любительские спектакли и оперетты. В 1905 году к нему был пристроен Мемориальный зал «Виктория». Часть средств для строительства (340 000 сингапурских долларов) составляла частные пожертвования. В 1980 году зал был передан Сингапурскому симфоническому оркестру.
В 1919 году — к столетию со дня основания Сингапура — перед зданием Мемориального зала разместили бронзовый памятник сэру Стэмфорду Раффлзу, перенесённый с набережной в районе Паданг. На месте первой высадки основателя Сингапура установлена копия этого монумента.
Во время Второй мировой войны здание театра было превращено в госпиталь. Куранты в это время показывали японское время, а после капитуляции Японии здесь содержали преступников.
Театрально-концертный зал «Виктория» был включён в список Памятников национального значения 14 февраля 1992 года.
Летом 2010 года театрально-концертный зал "Виктория" был закрыт на капитальный ремонт, который продлился вплоть до 2014 года. Ремонт, стоимость которого оценивается в $180 млн не изменил внешний вид комплекса. Строители не только сохранили фасад здания, но и восстановили некоторые элементы, принадлежащие первоначальному строению 1905 года. 